# Piophila contecta
Piophila contecta är en tvåvingeart som beskrevs av Walker 1860. Piophila contecta ingår i släktet Piophila och familjen ostflugor. Inga underarter finns listade i Catalogue of Life.